# オクラトキシン
オクラトキシン（ochratoxin）類は、アオカビ属 (Penicillium) やコウジカビ属 (Aspergillus) のカビが産生するカビ毒（マイコトキシン）の一種で、A、B、C、TAなど数種類の関連物質の総称。名前は、産生菌のA. ochraceusに由来している。主な産生菌のA. ochraceus の分布域は、熱帯から温帯の寒冷地までと広い。また、低温でも増殖し、オクラトキシン産生能を有するカビは、ヨーロッパやカナダのような寒冷地でも問題になる。

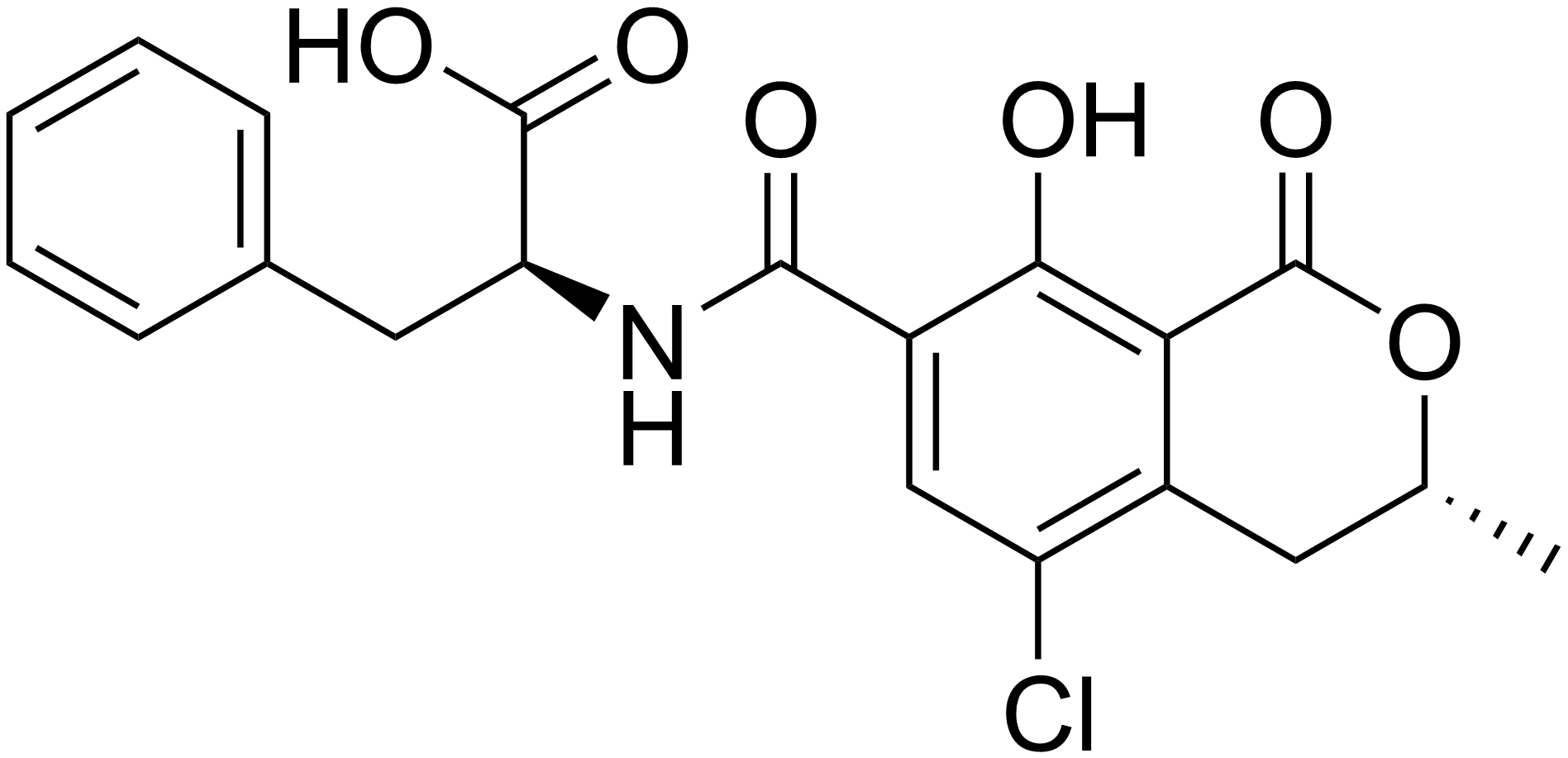
オクラトキシンA
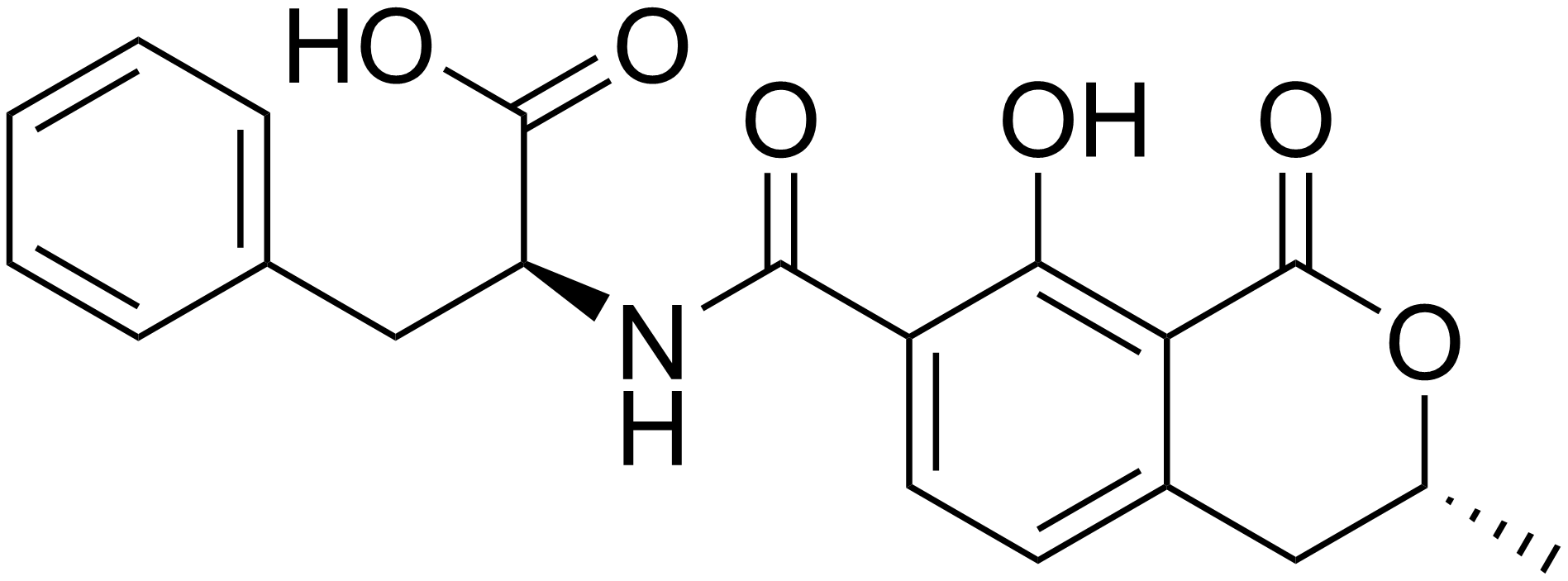
オクラトキシンB
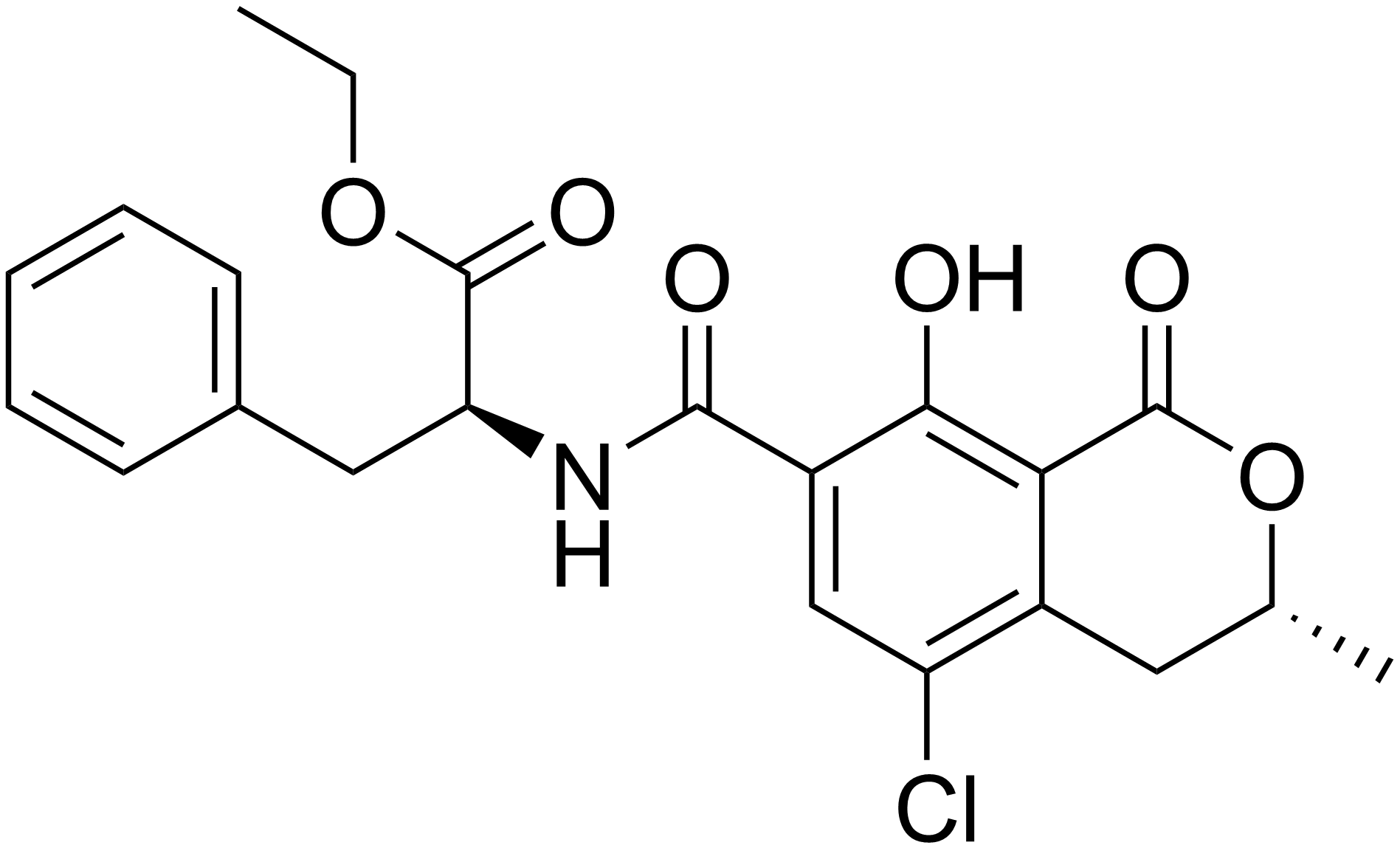
オクラトキシンC
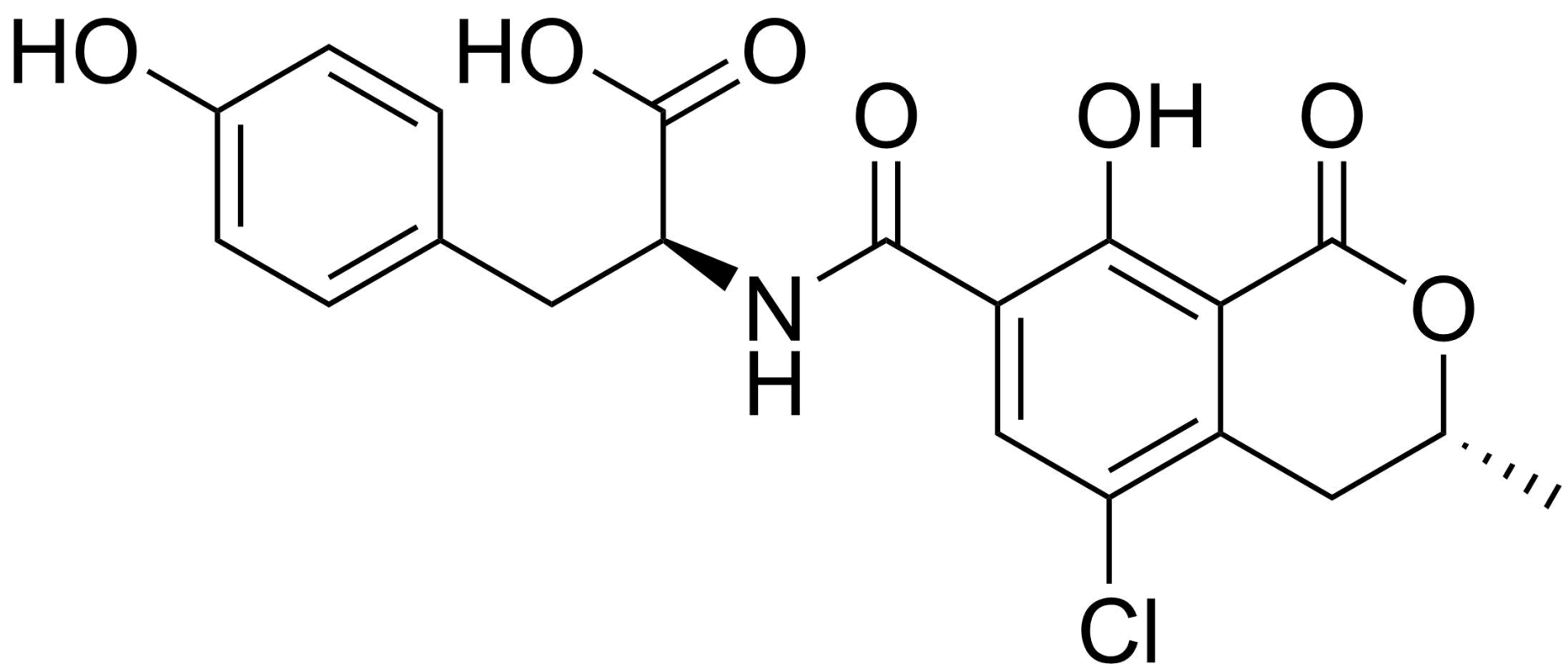
オクラトキシンTA

## 特徴
イソクマリン骨格にフェニルアラニンが結合した構造を有する。酸性溶液中では緑色蛍光、アルカリ溶液中では青色蛍光を発する。腎毒性、催奇形性、生殖毒性、神経毒性、発ガン性、遺伝毒性などが報告されているが、作用機序は未解明である。マイコトキシンのシトリニンと同時に検出されることも多い。主なオクラトキシンには、オクラトキシンA、B、C、TAの4つが知られている。
- オクラトキシンA (C20H18ClNO6) CAS number 303-47-9 [1]
- オクラトキシンB (C20H19NO6) CAS number 4825-86-9
- オクラトキシンC (C22H22ClNO6) CAS number 4865-85-4
- オクラトキシンTA (C20H18ClNO7) CAS number C53011-67-9
- 分子量：403.82

## 発見
1965年にScottらの国際的な調査グループによって、南アフリカ産トウモロコシから分離された。産生菌はAspergillus ochraceus であった。

## 主な産生菌
オクラトキシン産生能を有したカビは多く、未解明な部分が多い。
- Penicillium属[2]
  - 生育可能な条件は広く、気温30℃以下および水分活性0.8まで。カナダやヨーロッパなどの比較的低温地域でのコムギ、オオムギ、ライムギなどの穀類の汚染原因菌。
  - P. verrucosum - 一部の菌はオクラトキシンとシトリニンを産生する。

穀類、穀類加工品、トウモロコシ、ジャガイモ、タマネギ、豆類、種実類、チーズ、クリーム、ケーキ。汚染地域は温帯(特に寒冷地)米国、カナダ、ロシア、ヨーロッパ、日本、フィリピンなど
- Aspergillus属
  - 熱帯・亜熱帯などの高温多湿地域での農産物の汚染原因菌。
  - A. ochraceus 穀類、穀類加工品、トウモロコシ、豆類、種実類、香辛料、オリーブ、ブドウ、乾燥果実、コーヒー豆、乾物類（カツオブシなど）、食肉加工品など幅広い。日本国内の土壌、穀類から分離したA. ochraceus 菌群10株のうち 8株にオクラトキシンの産生性を確認。
  - A. carbonarius - 高温で生育可能で、黒色胞子は日光に対して高抵抗性を示す。したがって、ブドウの成熟時や乾燥時に生育し、ブドウ果汁やワイン、乾燥果実(レーズン)およびコーヒー豆の汚染原因菌。一部の菌株はカフェインを分解し発育する特性を有している。
  - A. niger （一部の黒麹カビ）。ただし、焼酎、酢などの醸造に使用されている株からは未検出[3]。

## 毒性
バルカン半島付近の風土病バルカン腎症の原因物質である可能性が指摘されていたが、オクラトキシンAが原因ではなくアリストロキア酸を含むハーブによるものと結論づけられた。
動物実験により、腎毒性、催奇形性、生殖毒性、神経毒性、発がん性、遺伝毒性などが報告され、消化管経由で生体に吸収されたオクラトキシンは高い濃度で腎臓に分布し、血清タンパクのアルブミンに強く結合する。また、体内では、細胞でのDNAおよびRNAの合成を阻害する。ヒトにおける半減期は35日で、代謝によりオクラトキシンαに変化する。
- オクラトキシンAはCに比べて、毒性が強い。
- オクラトキシンBは障害は主として肝臓と腎臓に現れる。
- イヌ、ブタは感受性が高く、ラット、マウスは低い。
- 母乳経由で乳児にも移行する。

### 各種動物種におけるオクラトキシンA の半数致死量(LD50) 値
- LD50 値(mg/kg･体重) 種
- 経口投与 腹腔内注射 静脈注射
  - マウス 46 - 58 22 - 40 26 - 34
  - ラット 20 - 30 13 13
  - ラット(新生) 3.9
  - イヌ 0.2
  - ブタ 1
  - ニワトリ 3.3

| 種           | 経口投与 | 腹腔内注射 | 静脈注射 |
| ------------ | -------- | ---------- | -------- |
| マウス       | 46 - 58  | 22 - 40    | 26 - 34  |
| ラット       | 20 - 30  | 13         | 13       |
| ラット(新生) | 3.9      |            |          |
| イヌ         | 0.2      |            |          |
| ブタ         | 1        |            |          |
| ニワトリ     | 3.3      |            |          |

### 反芻動物
反芻家畜の場合、第一胃でオクラトキシンAを分解し、フェニルアラニンと毒性の低いオクラトキシンαに変換する能力があり、成熟個体ほどその能力は高い。

### 中毒症状
多尿、尿糖、蛋白尿などの腎機能障害、血清尿素窒素濃度（BUN）の上昇。病理組織学的には、近位尿細管の変性、間質の線維化、糸球体の変性など。

## 汚染事例
1969年にトウモロコシでの自然汚染が報告されて以来多くの汚染事例が報告されている。多くの穀類（米，大麦、小麦、ライ麦、トウモロコシ、小豆、大豆）、グリーンコーヒー、煮干、チョコレートなどから検出される。汚染穀類を人の食料とするほか家畜の飼料ともするため、家畜由来の食肉加工品、乳製品からも検出される。

## 規制値
- 日本では人の食用および家畜の飼料用共に規制値は規定されていない。厚生労働省は2004年から2006年に23種、計970試料の調査を行った結果、EUの基準を超えた試料は2検体で「すぐに健康被害が懸念される状況ではない」としている。

- ヨーロッパ (EU) の規制値は、世界の中でも厳しい（下記は規制値の例）。
  - ベビーフードおよび幼児のための食品 0.5 μg/kg
  - 乾燥ブドウ 10 μg/kg
  - 加工穀類および穀類製品 3 μg/kg
  - 生（加工前）の穀類の穀粒 5 μg/kg
  - コーヒーを除く焙煎コーヒー豆 5 μg/kg
  - インスタントコーヒー 10 μg/kg
  - ワイン、グレープジュース、ブドウ果汁 2 μg/kg
  - トウガラシ類 30μg/kg

## 汚染防止
カビが発生しオクラトキシンに汚染された場合、除去は非常に困難である。したがって、オクラトキシンが産生されないよう、農産物が収穫されると速やかに乾燥し、カビが生育しないよう適切に管理する。